# Cirrhochrista bracteolalis
Cirrhochrista bracteolalis là một loài bướm đêm trong họ Crambidae.